# Daniel Kessler
Daniel Alexander Kessler (Londres, Inglaterra, 25 de septiembre de 1974) es el guitarrista y segundas voces de la banda neoyorquina, Interpol. A pesar de que nació en Inglaterra se crio en Francia hasta los seis años, luego se mudó a Estados Unidos, por lo cual habla con fluidez tanto inglés como francés.
Kessler fue el miembro fundador de la banda después de que conociera a Carlos Dengler en la Universidad de Nueva York. Después, para encontrar un cantante lo encontró en Paul Banks un viejo amigo que había conocido en Francia.
Cuando el inicialmente baterista, Greg Drudy, dejó la banda recurrió a Sam Fogarino que había conocido en una tienda de discos.
Kessler reside en Nueva York, concretamente en Manhattan, Daniel es el único miembro de la banda que es pescetariano y no fuma.
Al principio de su carrera como guitarrista en Interpol, Daniel Kessler tocaba una Rickenbacker, pero se la cambió por una Epiphone Casino de color dorado, también cuenta con una Gibson ES-335.